# 神 (神道)

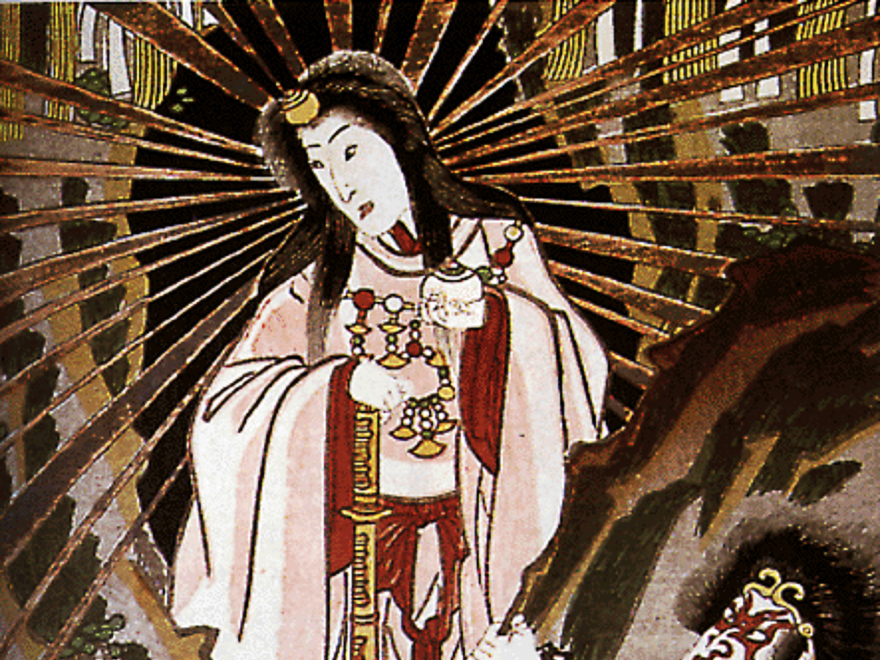
天照大神是日本神話中治天（天的統治者）與太陽女神

神（日语：／ Kami）對於神道信仰是一種令人敬畏及信仰的對象。神道以自然崇拜為主，屬於泛靈多神信仰，將自然界各種動植物及精靈，及英雄豪傑死後的靈魂視為神祇。日本神話也有所謂「八十萬神」或「八百萬神」的說法，顯示神道中的神祇非常多。
日本江戶時代的思想家本居宣長在《古事記傳》曾給予神祇一個定義：
（神祇）是任何使人感到恐懼及敬畏的任何事物及現象，與神佛或惡魔沒有分別。

## 種類
神道信仰當中的神祇大致可以區分為幾個類型：
1. 創造世界萬物的造物神 - 伊奘諾尊、伊奘冉尊等
2. 自然界、自然現象、思想、疾病、災難等神格化的神祇 - 日神（天照大神）、月神（月讀尊）、火神（軻遇突智）、風神（級長戸邊命）、海神（少童命）、川神（速秋津日命）、山神（山祇）、木神（句句廼馳）、野神（草野姬）、金神（金山彥）、土神（埴山姬）、水神（罔象女）、雷神、雨神、瘟神等
3. 領導人（天皇等）、著名人物神格化的神祇[1]

## 著名神祇

### 記紀神話的神祇
- 天御中主尊 - 與國常立尊同體異名。
  - 高皇產靈尊 - 天御中主尊之子。
  - 神皇產靈尊 - 天御中主尊之女兒。高皇產靈尊之妹。高皇產靈尊之妻。
    - 天兒屋命（思兼神） - 高皇產靈尊和神皇產靈尊之子。中臣氏之祖。
    - 栲幡千千姬 - 高皇產靈尊和神皇產靈尊之女兒。天兒屋命之妹。正哉吾勝勝速日天忍穗耳尊之妻。

- 國常立尊 - 與天御中主尊同體異名。
  - 伊奘諾尊 - 國常立尊之子。
  - 伊奘冉尊 - 伊奘諾尊之妹。伊奘諾尊之妻。
    - 天照大神 - 伊奘諾尊和伊奘冉尊之女兒。日神。
      - 正哉吾勝勝速日天忍穗耳尊 - 天照大神和素戔嗚尊之子。
        - 天津彥彥火瓊瓊杵尊 - 正哉吾勝勝速日天忍穗耳尊和栲幡千千姬之子。日本皇室之祖。

    - 月讀尊 - 伊奘諾尊和伊奘冉尊之子。天照大神之弟。月神。與素戔嗚尊同體異名。
    - 素戔嗚尊（進雄尊） - 與月讀尊同體異名。
      - 大己貴神（大國主神） - 素戔嗚尊之子。
        - 事代主神（猨田彥神） - 大己貴神之子。三輪氏（日语：三輪氏）等祖。

### 民俗信仰的神祇
- 八幡神 - 卽應神天皇（日本第15代天皇）。
- 稻荷神 - 卽宇迦之御魂神。

## 脚註

### 出典
1. 1 2  Tamura (2000:25)

## 外部連結
- Introduction: Kami （页面存档备份，存于）, Encyclopedia of Shinto
- Kami （页面存档备份，存于）, Gods of Japan
- Evolution of the Concept of Kami （页面存档备份，存于）, Itō Mikiharu